# Ťiang-men
Ťiang-men (čínsky 江门, pchin-jinem Jiāngmén) je město a městská prefektura v Čínské lidové republice. Leží v provincii Kuang-tung na západním kraji delty Perlové řeky u břehu Jihočínského moře. Na ploše necelých deseti tisíc čtverečních kilometrů zde žije necelých pět miliónů obyvatel.
Mezi turistické atrakce Ťiang-menu patří železobetonové opevněné věže tiao-lou v okrese Kchaj-pching, které patří od roku 2007 do seznamu světového dědictví UNESCO.

## Poloha
Město leží v provincii Kuang-tung při pobřeží Jihočínského moře. Sousedí s prefekturou Jang-ťiang na západě, s prefekturami Jün-fu a Fo-šan na severu a na východě a severovýchodě s prefekturami Čung-šan a Ču-chaj.

## Administrativní členění
Ťiang-men se člení na sedm celků okresní úrovně, a sice tři městské obvody a čtyři městské okresy.
| Pcheng-ťiang Ťiang-chaj Sin-chuej městský okres · Tchaj-šan městský okres · Kchaj-pching městský okres · Che-šan městský okres · En-pching |        |                       |             |                                         |
| Název | Název  | Počet obyvatel (2020) | Rozloha km² | Hustota zalidnění (obyv. na km²) (2020) |
| český přepis | znaky  | Počet obyvatel (2020) | Rozloha km² | Hustota zalidnění (obyv. na km²) (2020) |
| Městské obvody |        |                       |             |                                         |
| Pcheng-ťiang | 蓬江区 | 853 007               | 321         | 2 661                                   |
| Ťiang-chaj | 江海区 | 364 694               | 111         | 3 300                                   |
| Sin-chuej | 新会区 | 909 277               | 1 387       | 656                                     |
| Městské okresy |        |                       |             |                                         |
| Tchaj-šan | 台山市 | 907 744               | 3 286       | 276                                     |
| Kchaj-pching | 开平市 | 748 777               | 1 659       | 452                                     |
| Che-šan | 鹤山市 | 530 684               | 1 081       | 491                                     |
| En-pching | 恩平市 | 483 907               | 1 697       | 285                                     |
| |        |                       |             |                                         |
| Celkem | Celkem | 4 798 090             | 9 541       | 503                                     |

## Partnerská města
- Kota Kinabalu, Malajsie
- Riverside, Kalifornie, Spojené státy americké